# Округ Липском (Тексас)
Округ Липском (енгл. Lipscomb County) је округ у америчкој савезној држави Тексас. По попису из 2010. године број становника је 3.302.

## Демографија
Према попису становништва из 2010. у округу је живело 3.302 становника, што је 245 (8,0%) становника више него 2000. године.
| Група             | 2000.         | 2010.         |
| Белци             | 2.344 (76,7%) | 2.213 (67,0%) |
| Афроамериканци    | 16 (0,5%)     | 25 (0,8%)     |
| Азијати           | 2 (0,1%)      | 10 (0,3%)     |
| Хиспаноамериканци | 633 (20,7%)   | 1.007 (30,5%) |
| Укупно            | 3.057         | 3.302         |